# Vandopsis undulata
Vandopsis undulata är en orkidéart som först beskrevs av John Lindley, och fick sitt nu gällande namn av Johannes Jacobus Smith. Vandopsis undulata ingår i släktet Vandopsis och familjen orkidéer. Inga underarter finns listade i Catalogue of Life.